# Muratlı-Talsperre
Die Muratlı-Talsperre (türkisch Muratlı Barajı) befindet sich am Fluss Çoruh. Sie liegt in der nordosttürkischen Provinz Artvin unmittelbar an der Grenze zu Georgien.
Die Muratlı-Talsperre wurde im Auftrag der staatlichen Wasserbehörde DSİ in den Jahren 1999–2005 als Steinschüttdamm mit wasserseitiger Betonabdichtung erbaut.
Die Talsperre dient der Energieerzeugung und dem Hochwasserschutz.
Der Name der Talsperre leitet sich von der unterhalb des Staudamms gelegenen Ortschaft Muratlı ab.
Der Staudamm hat eine Höhe von 44 m (über der Talsohle) und besitzt ein Volumen von 1,981 Mio. m³. Der zugehörige Stausee besitzt eine Wasserfläche von 4,1 km² und ein Speichervolumen von 74,8 Mio. m³. 
Das Wasserkraftwerk der Muratlı-Talsperre verfügt über zwei 57,5 MW-Francis-Turbinen. 
Das Regelarbeitsvermögen liegt bei 444 GWh im Jahr. 
17 km flussaufwärts befindet sich bei der Stadt Borçka die Borçka-Talsperre. 